# The Lost Girls (film, 2014)
Pour les articles homonymes, voir Lost Girls.
Pour plus de détails, voir Fiche technique et Distribution.
The Lost Girls est un film d'action et fantastique américain réalisé par Leigh Scott, avec Eliza Swenson, Martin Ewens et Alexandra Turshen, sorti en 2014.

## Synopsis
Pendant des siècles, les Lost Girls ont vécu dans l’ombre, protégeant le monde des vampires et autres créatures de la nuit. Elles font la chasse aux monstres depuis 1466. Inconnues de la plupart de leurs proies, les Lost Girls sont loin d’être humaines. Elles sont immortelles, mais comment elles le sont devenues, cela reste un mystère. Lorsque leur chef Gracie commence à mourir, cet équilibre est mis en péril. Les Lost Girls doivent arrêter une épidémie de vampirisme, mener la course contre la montre pour trouver un remède, et vaincre leurs propres démons personnels avant qu’il ne soit trop tard.

## Distribution
- Eliza Swenson : Gracie
- Martin Ewens : Ruthven
- Alexandra Turshen : Sadie
- Ramona Mallory : Camilla[3] / The Scarlet Sorceress
- Robin Rose Singer : Trixie
- Brandon Stacy : Malachy
- John Wells : Dimitri
- Russell Saylor : Lao
- Sasha Jackson : Bathory
- Dominique Swain : Lucy
- Julie Anne Prescott : Jillian
- Brandon deSpain : Roderick
- Dillon Geyselaers : Grock
- Tom Schubert : Lord Barkis
- Jeff Solomon : Warren
- Hillary Hawkins : Ashanti
- Ken Burmeister : Bulldog[4]
- Nelly Green : Abigale
- Daniel Alexander : Neville
- Katy Castaldi : Jenny
- Richard Dezmond : Elmer[5]

## Production
Le tournage a eu lieu à Norwalk, dans le Connecticut, aux États-Unis. Le film est sorti le 30/12/2014 aux États-Unis.